# Daviesa lubinae
Daviesa lubinae is een spinnensoort in de taxonomische indeling van de nachtkaardespinnen (Amaurobiidae).
Het dier behoort tot het geslacht Daviesa. De wetenschappelijke naam van de soort werd voor het eerst geldig gepubliceerd in 1993 door Hugh Davies.